# Кель, Карл Ойген
Карл Ойген Кель (нем. Carl Eugen Keel; 1885, Альтштеттен — 1961, Ребштайн) — швейцарский художник-экспрессионист и график.

## Жизнь и творчество
Карл Кель родился в семье слесаря и получил образование профессионального медника. Позднее он работает как дизайнер по тканям для ткацкой фабрики в Санкт-Галлене. После кризиса в текстильной промышленности, возникшем после окончания Первой мировой войны Карл Кель, как отец многодетного семейства (он имел 11 детей), был вынужден искать себе новое, более перспективное место жительства и занятие. Художник переезжает на юг Швейцарии в кантон Тичино, и селится в небольшом живописном городке Гандрия, где занимается созданием жанровых сценок, пейзажей и живописных видов в технике линогравюры. Входил в группу художников Асконы. Жена и дети К. Келя продавали его гравюры в собственном магазинчике в Гандрии.
Кроме широко известных гравюр по дереву и линолеуму, частично им самим раскрашенным, К. Кель является автором также картин маслом, акварелей, скульптур из дерева, камня и металла. Карл Кель — отец современного швейцарского художника и скульптора Адама Келя.